# Amorebieta-Etxano
Amorebieta-Etxano ou Zornotza est une commune de Biscaye dans la communauté autonome du Pays basque en Espagne.
Le nom officiel de la ville est Amorebieta-Etxano, cependant l'Académie de la langue basque recommande le nom Zornotza. Elle est souvent appelée Amorebieta dans le langage courant. Avant la fin de la dictature franquiste la graphie Amorebieta-Echano était l'orthographe officielle.

## Géographie
Amorebieta-Etxano se trouve dans la comarque du Durangaldea et a été constituée comme municipalité le 26 janvier 1951 avec l'union des elizates d'Amorebieta et celle d'Etxano. L'elizate d'Amorebieta occupe le siège et compte 29 votes dans les Juntes de Guernica et 30 dans celle d'Etxano.
La municipalité actuelle d'Amorebieta-Etxano est le résultat final de l'évolution de la Merindad de Zornotza qui a compris, pendant l'étape statutaire de la seigneurie de Biscaye, les Elizates d'Etxano, Amorebieta, Ibarruri et Gorozika, ainsi que de ville de Larrabetzu. Les deux premières ont été fusionnées en la municipalité d'Amorebieta-Etxano et les deux autres ont intégré les mairies d'Ugarte et de Muxika.

### Quartiers
- Aldana
- Arazotza
- Astepe
- Autzagana
- Berna
- Bernagoitia
- Boroa
- Dudea
- Elgezabal
- Etxano
- Euba
- Larrea
- Leginetxe
- Montorra
- Oromiño

## Blasonnement
Le blason, dans lequel figurent ceux des deux elizates ou anteiglesias, apparaît la légende Amorebieta Etxanoko Udala Zornotza qui veut dire, « mairie d'Amorebieta Etxano, Zornotza ».

## Histoire
Comme les autres elizates de Biscaye, l'occupation humaine immémoriale est rattachée avec la Lur Laua de Biscaye. L'histoire de chacune d'elles a ses ombres propres même si le fort lien avec la propriété dans la Merindad de Zornotza et les Juntes de Guernica a fait qu'ils suivent des chemins parallèles.
On sait que dans le XIIIe siècle, ce bourg a été accordé à Pedro García de Salcedo pour le peupler, comme prix de sa participation la bataille de Las Navas de Tolosa. La lignée de Zornotza vient du tronc des Salcedo-Ayala, seigneurs de la maison d'Ayala, principaux habitants de la zone, et qui ont donné indistinctement à l'endroit leur nom, utilisé jusqu'au XIXe siècle avec celui d'Amorebieta pour désigner cette elizate. À Amorebieta, la base de l'action du peuplement a été faite par les maisons solaires et armées. Les plus anciennes sont celles d'Andrandegi, d'Aldana (844), Cancelada, Garai, Zubiaur, Jauregi, Ibarra et Berne.
La tour de Zornotza a été érigée par Pedro Gracía de Galíndez, quatrième seigneur d'Ayala, vers le milieu du XIIe siècle et a été incendiés en 1445 par les « frailes de Castro » (les moines de Castro), soldats de terreur, des incendiaires mercenaires. À cette occasion, ils agissaient sous les ordres Pedro Avendaño], qui, à cette époque, soutenait avec quelques parents majeurs une guerre sanglante qui a détruit pendant des années cette localité. Dans cette tour a résidé le Merino ou juge principal de la Merindad qui a adopté, pour cette raison, le nom de Merindad de Zornotza. Son métier était de donner la sentence dans les plaintes et causes de justice, en exerçant la domination suprême de la région où se constituait son office.
Pour son gouvernement politique, l'Elizate disposait de deux fidèles régisseurs, avec le siège et 29 voix dans le vote lors des Juntes Générales de Guernica. L'elizate était une des plus riches de la seigneurie. Iturriza écrivait au XVIIIe siècle :
Tenía mucho montazgo para carbón y materias para edificios, jarales, castañales, argomales para fogatas y caleras, pastos para ganado, hierbas medicinales, varias fuentes de aguas, varios puentes y pontones de madera y uno de piedra sobre el caudaloso río que desciende a Bilbao, abundante en pesca; y vecindario de 149 caseríos de mucha propiedad.
Tous ces produits étaient commercialisés sur le marché de Zubiaur, qui avait lieu trois fois par semaine. Il existait en outre plusieurs forges très actives, comme la Fábrica de Hierros y aceros d'Astepe. Ces installations, avec une localisation privilégiée dans un carrefour de routes, a permis à la ville d'être un centre économique dynamique.
Le 31 octobre 1808, les armées françaises commandées par le général Villatte a attaqué les troupes divisées dans l'elizate, des troupes dans lesquelles il y avait une participation anglaise commandée par le lieutenant-général d'origine irlandaise Joachim Blake,. Les elizates d'Amorbieta et d'Etxano sont détruites. On calcule qu'il y a eu plus de 6 000 morts, civils pour la plupart. Les troupes anglaises et les guérillas biscaïennes n'ont pas perdu beaucoup d'hommes puisqu'elles ont eu le temps de se retirer (ils avaient été informés lorsque les Français sont arrivés à Durango). La bataille a été gagnée par les troupes de Napoléon, mais n'ont pas atteint l'objectif recherché qui était la destruction de la résistance.

## Guerres: carlistes et civile

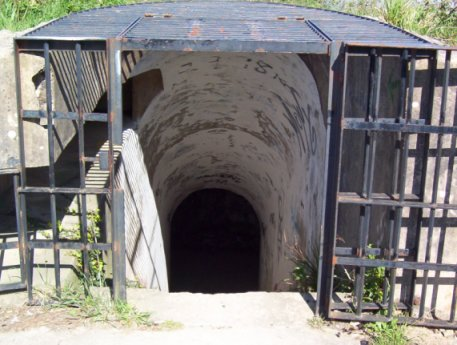
Une des entrées au cinturón à Artxanda.

Le nom d'Amorebieta a eu une signification spéciale à l'occasion des guerres carlistes. Le 24 mai 1872, il a été signé dans la maison de Belausteguigoitia (actuellement transformée en hôtel et située dans « la Calle Convenio ») une convention entre les partisans de Don Carlos et le général Serrano, qui a mis une trêve à la hausse peu avant avec pour conséquence d'aviver la dernière guerre carliste.
Durant la guerre civile espagnole de 1936, l'ancienne elizate a été détruite par un incendie. À partir de 1940, il a été réparé avec des travaux modernes qui ont donné le village actuel. Dans la proche montagne de Bizkargi se sont déroulées de fortes confrontations entre les Républicains et les Nationalistes, avec des attaques et des contre-attaques fréquentes. La conquête de cette hauteur s'avérait vitale pour les ressortissants comme point de base pour la prise d'autres hauteurs pour ce qui sera ensuite l'offensive sur la ceinture de fer de Bilbao. On trouve encore aujourd'hui, des restes de la lutte.

## Etxano
Dans sa juridiction et pendant le Moyen Âge, on a bâti plusieurs maisons solaires et d'armes : celles de Larrea, d'Alzaibar et Aretxaga, Belaustegui et Nafarroa, cette dernière située à 500 mètres de la paroisse d'Amorebieta. Dans un de ses angles a été plantée une mojonera ou limite de division entre la Seigneurie de Biscaye et le Royaume de Navarre qui possédait alors le Durangaldea, jusqu'à ce qu'il devienne biscayen, d'un commun accord. On l'arrachera le 28 janvier 1150. La tour de Larrea date de 877 et sa fondation est attribuée au roi Eneko Arista, qui la cédera, près d'une seigneurie étendue, au sous-lieutenant Iñigo de Lara. L'Elizate d'Etxano a occupé le siège et 30 voix dans les votes des Juntes Générales de Guernica.

## Patrimoine

### Patrimoine civil

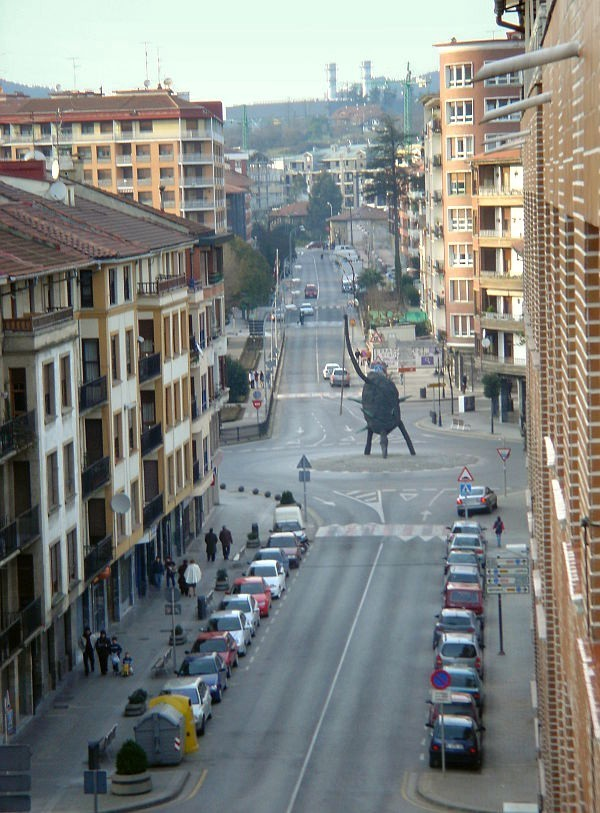
Rue d'Amorebieta-Etxano.

- Maison-tour de Larrea
- Viaduc de San Antonio-Malaespera

### Patrimoine religieux
Lorsque l'on a édifié l'église de Santa María ses « patrons » étaient les Seigneurs de Biscaye. Après son incorporation à la Castille, le patronat passera à realengo. L'Église se trouvait en mauvais état et menaçait d'être effondrée. Par manque de ressources, Don Juan II, Seigneur de Biscaye, ordonne le retrait à D. de Leiva, son vasal, les 2 800 Maravédis dont il jouissait et les utiliser pour la restauration de cette paroisse. Le 6 novembre 1441, Juan II livra une lettre de privilège par laquelle il exemptait cette église du paiement des diezmos (Dîme) et des revenus, à la condition que les bénéficiaires tiennent quotidiennement une Messe pour la famille royale et ce, perpétuellement, par leurs successeurs. La nouvelle église a commencé à être construite en 1555, et a été inaugurée en 1608.
L'autre paroisse, San Miguel de Bernagoitia, a été reconstruite en 1599. En 1544, l'abbé de Cenarruza a cédé le patronage à Martín Ruiz de Avendaños, et peu après l'a cédé à son fils Prudencio Avendaño y Gamboa.
- Paroisse de San Juan Bautista de Larrea : (Sanctuaire de la Vierge du Carmen), de style Renaissance, construite en 1697 par Juan de Larrea y Henayo dans le lieu où son oncle Juan Larrea y Larrea avait dressé un ermitage consacré à San Juan Bautista en 1647 (les travaux ont été achevés en 1650). L'église, qui a été consacrée en 1704, livrée par les Larrea à l'Ordre du Carmel le 3 février 1713. Les carmélites s'y sont établis et ont fondé un couvent qui a été soutenu par les Larrea avec plusieurs donations.

Outre ces églises paroissiales il y avait beaucoup d'ermitages :
- Sainte Lucia
- San Juan de Ofrendo
- San Pedro à Larrineta
- San Juan à Gumucio
- San Urbain à Pardo
- Santa Cruz à Izarango
- San Miguel à Dudea
- San Lorenzo à Ibarra
- San Antonio à Elguezabal
- San Martín de Arano
- San Vicente à Bediaga
- Santa Cruz à Bediaga
- Santa Cruz à Austoa
- San Pedro à Sarasua.

## Personnalités de la commune
- Juan Larrea y Larrea : fils Juan Bautista de Larrea a été seigneur de la maison-tour de Larrea. Il a appartenu à l'Ordre de Santiago et a été conseiller et secrétaire du roi Philippe IV[10]. Il est mort en 1662.
- Juan Larrea y Henayo : né en 1642, a hérité de son oncle Juan Larrea y Larrea les titres et les propriétés n'ayant pas laissé de descendance. A appartenu à l'Ordre de Santiago et a été Secrétaire d'État de Charles II[11]. Il a demandé la construction de l'église San Juan Bautista, terminée en 1704, dans le lieu de l'ermitage consacré au même saint qu'avait construit son oncle. Il est mort à Madrid en 1713.
- Benat Intxausti (1986): coureur cycliste professionnel.
- Josu Silloniz (1978) : ancien cycliste professionnel.
- Mikel Urdangarin (1971) : auteur-interprète.
- Loli Astoreka (1958) : actrice, cinéma, théâtre et télévision.
- Xavier Amuriza (1941) : bertsolari et auteur.
- José Ignacio López de Arriortua (1941) : directeur d'entreprises d'automotricité.
- Iñaki Aldekoa (1940) : abertzale politique et syndicaliste. Il a été un important membre de Herri Batasuna et actuellement fait partie du groupe politique d'Aralar.
- Xabier Zumalde (1938-2023), Militant nationaliste basque-espagnol.
- José Antonio Abrisqueta (1933) : prêtre, médecin et chercheur.
- Carmelo Cedrún (1930) : gardien de football international.
- Jon Idigoras (1936-2005) : politicien abertzale. Il a été le porte-parole de Herri Batasuna pendant de nombreuses années.
- Andres Espinosa (1903-1985) : randonneur et aventurier. Considéré comme l'un des précurseurs du montagnisme basque.
- José Ignacio Alcorta (1911-1983) : Catholique presbytérien, philosophe et sociologue.
- Juan Abásolo (1904-1982) : il a été évêque de Vijayapuram (Inde).
- Enrike Renteria (1900-1982) : artiste peintre
- Pio Lindegaard (1920-1999) : Le Danois d'Amorebieta, Consul du Danemark, expert en jazz, et présentateur de programmes de jazz à la radio.
- Jon Mikel Euba (1967 -) : artiste et auteur d'œuvre photographique et vidéo
- José Luis Ruiz Solaguren (1928 -) : restaurateur et chef d'une entreprise d'hôtellerie

### Sources
- (es) Cet article est partiellement ou en totalité issu de l’article de Wikipédia en espagnol intitulé « Amorebieta-Echano » (voir la liste des auteurs).